# Atheta lagunae
Atheta lagunae är en skalbaggsart som först beskrevs av Lohse in Lohse, Klimaszewski och Ales Smetana 1990.  Atheta lagunae ingår i släktet Atheta och familjen kortvingar. Inga underarter finns listade i Catalogue of Life.